# Mil Milhas Brasileiras
A Mil Milhas Brasileiras é uma prova automobilística de longa duração foi criada em 1956 por Wilson Fittipaldi piloto de automóveis, empresário e  radialista brasileiro, especializado em automobilismo pai dos também pilotos Emerson Fittipaldi e Wilson Fittipaldi Júnior e Eloy Gogliano piloto de motocicleta e presidente do Centauro Motor Clube, com o objetivo de demonstrar a qualidade dos produtos automotivos fabricados no país, servindo de campo para testes, através da realização de uma competição esportiva de velocidade e resistência para automóveis.
Na maioria das vezes, as Mil Milhas Brasileiras foi relizada no Autódromo José Carlos Pace, também conhecido como Autódromo de Interlagos, e que está localizado na cidade de São Paulo, no bairro de Interlagos. So disputaram-se duas vezes fora de Interlagos: em 1997, quando o Autódromo Internacional Nelson Piquet da cidade da Brasília sediou a prova, e em 1999, foi no Autódromo Internacional de Curitiba. Em 2007 foi uma etapa da Le Mans Series.

## Vencedores

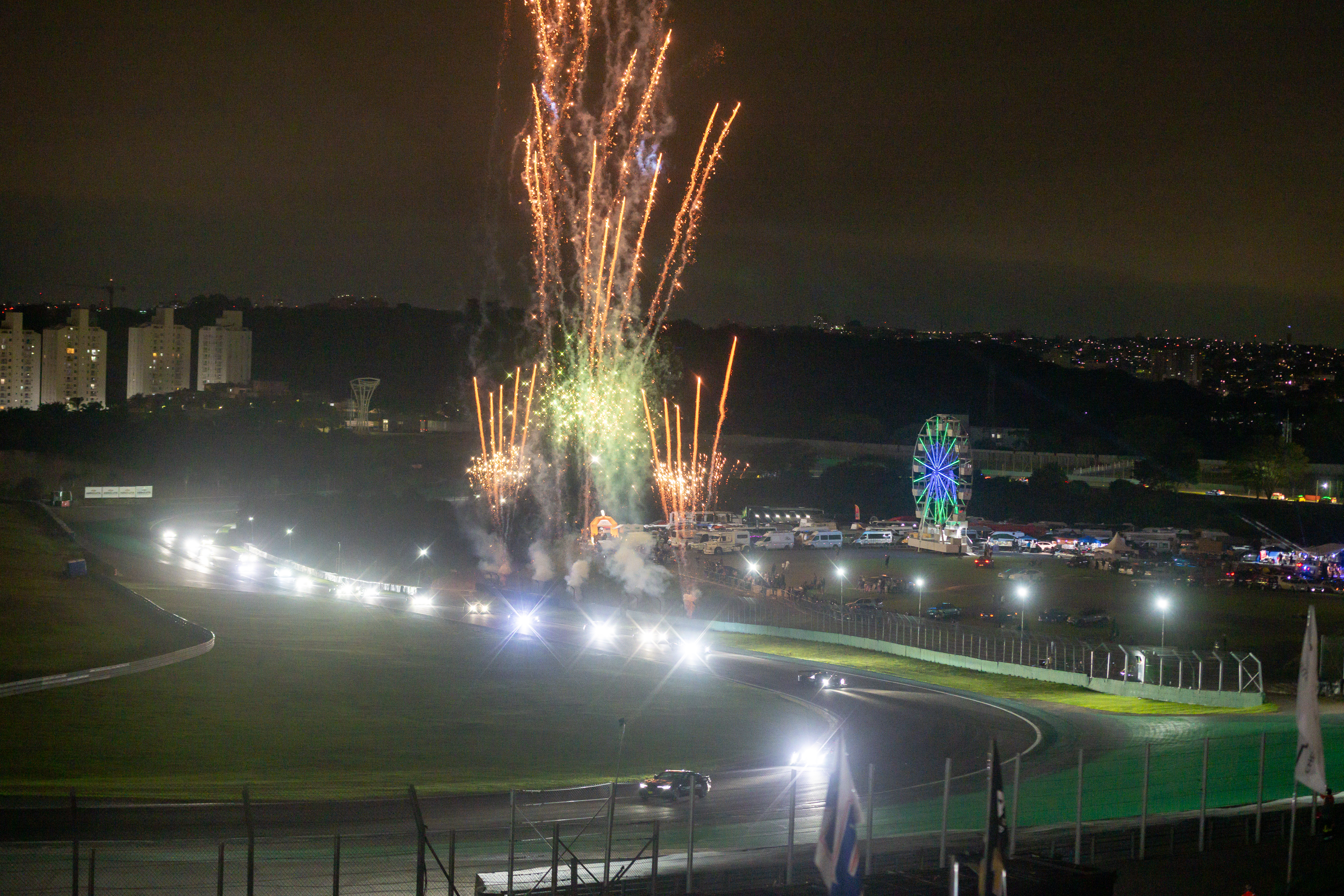
Volta de apresentação da edição do Grande Prêmio Cidade de São Paulo de 2025.

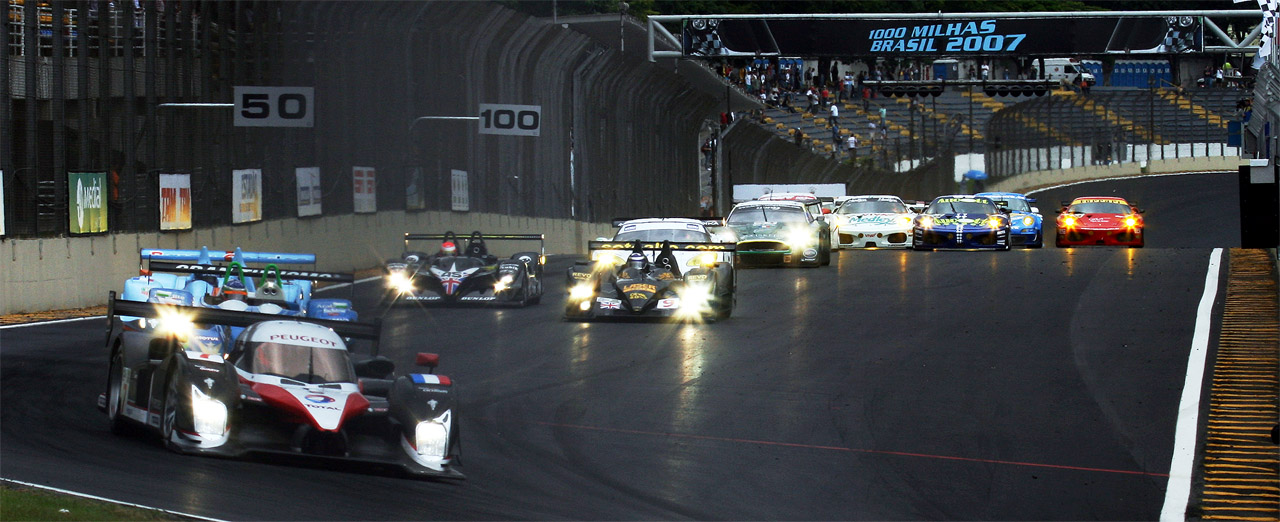
Largada da Mil Milhas Brasil de 2007

| Ano      | Pilotos                                                            | Carro                     |
| -------- | ------------------------------------------------------------------ | ------------------------- |
| 1956     | Catarino Andreatta Breno Fornari                                   | Carretera Ford            |
| 1957     | Aristides Bertuol Orlando Menegaz                                  | Carretera Chevrolet       |
| 1958     | Catarino Andreatta Breno Fornari                                   | Carretera Ford            |
| 1959     | Catarino Andreatta Breno Fornari                                   | Carretera Ford            |
| 1960     | Chico Landi Christian Heins                                        | Alfa Romeo JK 2000        |
| 1961     | Italo Bertão Orlando Menegaz                                       | Chevrolet Corvette        |
| 1962 -64 | Não houve                                                          | Não houve                 |
| 1965     | Justino de Maio Victoria Azzalin                                   | Carretera Chevrolet       |
| 1966     | Camilo Christófaro Eduardo Celidônio                               | Chevrolet Corvette        |
| 1967     | Luiz Bueno Luiz Terra Smith                                        | Interlagos Mark 1         |
| 1970     | Abílio Diniz Alcides Diniz                                         | Alfa Romeo GTA 2000       |
| 1971 -72 | Não houve                                                          | Não houve                 |
| 1973     | Bird Clemente Nilson Clemente                                      | Ford Maverick 4800        |
| 1974 -80 | Não houve                                                          | Não houve                 |
| 1981     | Zeca Giaffone Affonso Giaffone Filho Chico Serra                   | Chevrolet Opala Stock Car |
| 1982     | Não houve                                                          | Não houve                 |
| 1983     | Fausto Wajchenberg Vicente Corrêa Valdir Silva                     | Volkswagen Passat         |
| 1984     | Zeca Giaffone Reinaldo Campello Maurizio Sala                      | Chevrolet Opala Stock Car |
| 1985     | Paulo Gomes Fábio Sotto Mayor                                      | Chevrolet Opala Stock Car |
| 1986     | Zeca Giaffone Affonso Giaffone Walter Travaglini                   | Chevrolet Opala Stock Car |
| 1987     | Luís Pereira Marcos Gracia                                         | Chevrolet Opala Stock Car |
| 1988     | Zeca Giaffone Luís Pereira Walter Travaglini                       | Chevrolet Opala Stock Car |
| 1989     | Zeca Giaffone Walter Travaglini                                    | Chevrolet Opala Stock Car |
| 1990     | Carlos Alves José Carlos Dias                                      | Chevrolet Opala Stock Car |
| 1991     | Não houve                                                          | Não houve                 |
| 1992     | Klaus Heitkotter Jurgen Weis Marc Gindorf                          | BMW M3 2300               |
| 1993     | Antônio Hermann Franz Konrad Franz Prangemeier                     | Porsche 911               |
| 1994     | Wilson Fittipaldi Christian Fittipaldi                             | Porsche 911 NSR           |
| 1995     | Wilson Fittipaldi Antônio Hermann Franz Konrad                     | Porsche 993               |
| 1996     | André Lara Resende Roberto Keller Roberto Aranha                   | Porsche 911               |
| 1997     | Nelson Piquet Johnny Cecotto Steve Soper                           | McLaren F1 GTR            |
| 1998     | Tom Stefani André Grillo Júlio Fernandes                           | AS Vectra 2.0             |
| 1999     | Beto Borghesi Jair Bana Luciano Borghesi                           | Aldee AP-2000             |
| 2000     | Não houve                                                          | Não houve                 |
| 2001     | André Lara Resende Régis Schuch Max Wilson Flávio Trindade         | Porsche 911 GT3           |
| 2002     | Régis Schuch Flávio Trindade Raul Boesel                           | Porsche 911 GT3           |
| 2003     | Ingo Hoffmann Xandy Negrão Ricardo Etchenique Fernando Nabuco      | Porsche 911 GT3           |
| 2004     | Stefano Zonca Angelo Lancellotti Fabrizio Gollin                   | Dodge Viper GTS-R         |
| 2005     | Xandy Negrão Xandinho Negrão Guto Negrão Giuliano Losacco          | Audi TT DTM               |
| 2006     | Nelson Piquet Nelsinho Piquet Christophe Bouchut Hélio Castroneves | Aston Martin DBR9         |
| 2007     | Nicolas Minassian Marc Gené                                        | Peugeot 908 HDi FAP       |
| 2008     | Max Wilson Raul Boesel Marcel Visconde                             | Porsche 911 GT3 RSR       |
| 2009     | Não houve                                                          | Não houve                 |
| 2010     | Não houve                                                          | Não houve                 |
| 2020     | Esio Vichiese Renan Guerra Stuart Turvey                           | Ginetta G55               |
| 2021     | Leandro Totti José Vilela Guga Ghizo Léo Yoshi Eduardo Pimenta     | Protótipo MRX             |
| 2022     | Jindra Kraucher Aldo Piedade Jr Beto Ribeiro                       | Sigma P1 G4               |
| 2023     | Fernando Fortes Henrique Assunção Emílio Padron Fernando Ohashi    | Metalmoro JLM AJR         |
| 2024     | Marcel Visconde Ricardo Maurício Marçal Müller                     | Porsche 911               |
| 2025     | Christian Robert Henrique Assunção Pietro Rimbano                  | Metalmoro JLM AJR         |